# Nacionalni arheološki muzej u Napulju
Nacionalni arheološki muzej u Napulju (tal. Museo Archeologico Nazionale di Napoli, ponekad skraćeno MANN) je muzej u talijanskom gradu Napulju koji se smatra za jedan od najvažnijih arheoloških muzeja na svijetu, posebno za starorimske ostatke. Njegova zbirka uključuje djela iz grčkog, rimskog i renesansnog doba, a posebno rimske artefakte iz obližnjih Pompeja, Stabija i Herkulaneja. Od 1816. do 1861. bio je poznat kao Kraljevski muzej Bourbona (tal. Real Museo Borbonico).

## Povijest
Smješten je na sjeverozapadnom dijelu nekadašnjeg zida koji je okruživao starogrčku koloniju Neapolis, u zgradi koja je izgrađena kao vojarna za konjicu Burbonskih kraljeva Napulja 1585. god. Od 1616. do 1777. godine u njoj je bilo smješteno Sveučilište u Napulju. Karlo III., španjolski kralj, dao je 1735. proširiti zgradu i pretvoriti ju u palaču koja je 1777. godine ponovno proširena i pretvorena u kraljevski muzej. Ujedinjenje Italije dovelo je do osnivanja Nacionalnog muzeja 1866. godine, prilikom čega je muzej proširen na današnjih 12.650 m2 izložbenog prostora. Od 1958. godine slike iz muzeja su prenesene u Kraljevsku palaču Capodimontea i od tada postaje isključivo arheološki muzej. 

## Zgrada
Zgrada je sagrađena kao konjička vojarna 1585. godine. Od 1616. do 1777. bio je sjedište Sveučilišta u Napulju. Tijekom 19. stoljeća, nakon što je postao muzej, pretrpio je mnoge promjene na glavnoj strukturi.

## Zbirke
U muzeju se nalaze opsežne zbirke grčkih i rimskih antikviteta. Njihova jezgra su mramorne skulpture iz zbirke Farnese. Među značajnim djelima pronađenim u muzeju su Herkulanejski papirusi, karbonizirani erupcijom vulkana Vezuva, pronađeni nakon 1752. u Vili papirusa.
Na ulazu u muzej iz podzemne postaje Neapolis može se slobodno pristupiti arheološkim nalazima iz šireg napuljskog područja.
U podrumu se nalaze egipatska zbirka i kolekcija epigrafa.

### Mramorne skulpture
U prizemlju je izložena najslavnija kolekcija Farnese, koja uključuje zbirku rezbarenih dragulja (uključujući Farneseovu zdjelu, ptolemejsku zdjelu od sardoniks ahata i najpoznatiji komad u "Blago veličanstvenih", a temelji se na draguljima koje je skupio Cosimo de' Medici i Lorenzo de' Medici u 15. stoljeću), herkulanejski papirusi, te brojne starogrčke i rimske, mramorne i brončane skulpture kojima su pridružene i one iz drugih kolekcija:
- Dio zbirke Farnese u muzeju
- Farneški Atlas
- Farneška zdjela iz 2. st. pr. Kr.
- Polikletov Dorifor
- Venera Kalipigijska (ili Afrodita Kallipygos), 2. st. pr. Kr.
- Farneški bik, 2. st. pr. Kr.
- Farneški Herkul, 3. st.
- Harmodije i Aristogeiton, ubojice tiranina
- Homerova bista

Veći dio zbirke klasičnih skulptura muzeja uglavnom čine mramorne skulpture iz zbirke Farnese, važnih jer uključuju rimske kopije klasične grčke skulpture, koje su u mnogim slučajevima jedini sačuvani pokazatelji kako su izgledala izgubljena djela starogrčkih kipara kao što su Calamis, Kritios i Nesiotes. Mnoga od tih djela, posebno ona veća, posljednjih su godina premještena u Muzej Capodimonte radi izlaganja.
- Farneški Herkul, koji je fiksirao sliku Herkula u europskoj mašti.
- Farneški Atlas najstariji je postojeći prikaz Atlanta iz grčke mitologije i najstariji pogled na zapadna zviježđa, koji se vjerojatno temelji na Hiparhovu zvjezdanom katalogu
- Farneški bik, koji se naširoko smatra najvećom pojedinačnom skulpturom ikada pronađenom iz antičkog doba
- Grupa Harmodije i Aristogeiton, rimska kopija brončanog djela koje je nekoć stajalo na atenskoj Agori
- Venera Kalipigijska (ili Afrodita Kallipygos)
- Farneški Artemis, rimska kopija grčkog izvornika
- zbirka poprsja rimskih careva
- drugi skup rimskih skulptura (opet uglavnom kopija grčkih djela) koje su (poput Herkula) nekoć stajale u Karakalinim termama u Rimu.

### Bronce iz vile papirusa
U muzeju je smještena velika zbirka starorimske bronce iz Vile papirusa. To uključuje Sjedećeg Hermesa, ispruženog Pijanog Satira, poprsje Tespisa, još jednog različito identificiranog kao Seneka Mlađi ili Heziod (Pseudo-Seneka), i par iznimno živahnih trkača.
- Sjedeći Hermes iz Herkulaneja, 1. st. pr. Kr.
- Pseudo-Seneka

### Mozaici i freske
Zbirka mozaika muzeja uključuje niz važnih mozaika izvađenih iz ruševina Pompeja i drugih gradova podno Vezuva. To uključuje Aleksandrov mozaik, koji datira iz c. 100. pr. Kr., izvorno iz Faunove kuće u Pompejima. Prikazuje bitku kod Isa između vojske Aleksandra Velikog i Darija III. od Perzije. Drugi pronađeni mozaik je onaj gladijatorskog borca prikazanog u mozaiku pronađenom u Vili figuriranih kapitela u Pompejima.
Pompejanski mozaici i freske izloženi su na polukatu muzeja, u galerijama i dvoranama širom zapadnog dvorišta.
- Aleksandrov mozaik, koji prikazuje Aleksandra Velikog
- Čaplja i kobra. Starorimska freska iz Kuće grčkih epigrama, Pompeji (45.–79.)
- Ahilej predaje Briseidu Agamemnonu, freska iz Kuću tragičnog pjesnika, Pompeji, 1. stoljeće
- Mozaik s katalogom riba
- Ribe i patke, rimski mozaik
- Ahil i Agamemnon, prizor iz I. knjige Ilijade, rimski mozaik
- Mozaik ‘Cave canem’ (čuvaj se psa)

### Egipatska zbirka
S 2500 predmeta, muzej ima jednu od najvećih zbirki egipatskih artefakata u Italiji nakon onih u Torinu, Firenci i Bologni. Sastoji se uglavnom od djela iz dviju privatnih zbirki, koje su okupili kardinal Stefano Borgia u drugoj polovici 18. stoljeća i Picchianti u prvim godinama 19. stoljeća. U nedavnom preuređenju galerija dvije su jezgre bile izložene odvojeno, dok su u spojnoj prostoriji izloženi drugi predmeti, uključujući egipatske i "pseudoegipatske" artefakte iz Pompeja i drugih kampanskih nalazišta. U svom novom izgledu zbirka pruža i važan zapis o egipatskoj civilizaciji od Starog kraljevstva (2700. – 2200. pr. Kr.) do Ptolomejsko-rimskog doba.

### Tajni muzej
U „tajnom kabinetu” (Gabinetto Segreto), na polukatu muzeja u dvoranama 62 i 65, izloženi su samo eksponati erotske i seksualne prirode.
Tajni kabinet (Gabinetto Segreto) (Gabbinete) ili Tajna soba je naziv koji je Burbonska monarhija dala privatnim sobama u kojima su držali svoju prilično opsežnu kolekciju erotskih ili seksualnih predmeta, koji uglavnom potječu iz iskopavanja Pompeja i Herkulaneuma. Pristup je bio ograničen samo na osobe zrele dobi i poznatog morala. Sobe su također nazivane Cabinets of Affairs pridržane ili opscene ili pornografske. Nakon revolucije 1848. vlada monarhije je čak predložila uništavanje objekata, bojeći se implikacija njihovog vlasništva, što bi ocrnilo monarhiju lascivnošću. Umjesto toga, tadašnjem ravnatelju Kraljevskog muzeja Bourbon ukinut je pristup zbirci, a ulazna vrata su opremljena s tri različite brave, čije su ključeve držali direktor muzeja, muzejski kontrolor i batler palače. Vrhunac cenzure dogodio se 1851. godine kada su zaključani čak i goli kipovi Venere, a ulaz zazidan u nadi da će zbirka nestati iz sjećanja.
U rujnu 1860., kada su Garibaldijeve snage okupirale Napulj, naredio je da se zbirka stavi na uvid široj javnosti. Budući da Royal Butler više nije bio dostupan, provalili su u zbirku. Ograničavanje gledanosti i cenzura oduvijek su bili dio povijesti zbirke. Cenzura je obnovljena tijekom doba Kraljevine Italije, a vrhunac je dosegla tijekom fašističkog razdoblja, kada su posjetitelji soba trebali dopuštenje ministra nacionalnog obrazovanja u Rimu. Cenzura se zadržala u poslijeratnom razdoblju do 1967., a jenjava tek nakon 1971. kada je Ministarstvo dobilo nova pravila za reguliranje zahtjeva za posjete i pristup odjelu. Potpuno obnovljena prije nekoliko godina sa svim novim kriterijima, zbirka je konačno otvorena za javnost u travnju 2000. Posjetitelji mlađi od 14 godina izložbu mogu razgledati samo u pratnji punoljetne osobe.
- Placentarij, mala brončana statua predstavlja izrazito itifalnog nagog starca koji na dlanu drži mali srebrni poslužavnik.

- Hermafrodit. Zidno slikarstvo iz Herkulaneja. 1. – 50. g.
- Skulptura koja prikazuje seks u psećem položaju
- Satir i nimfa
- Seksualna scena iz Pompeja u Tajnom muzeju
- Seksualna scena iz Pompeja u Tajnom muzeju

U galerijama i dvoranama diljem istočnog dvorišta i Kartografske dvorane izloženi su pompejanske freske, keramika, staklo, srebro, slonovača, numizmatička zbirka i artefakti iz Izidinog hrama u Pompejima.

## Vanjske poveznice
- Službene stranice (engl.)
- Muzejski vodič grada Napulja  Arhivirana inačica izvorne stranice od 5. lipnja 2010. (Wayback Machine) (engl.)
- Archeonapoli: il MANN  Arhivirana inačica izvorne stranice od 28. travnja 2007. (Wayback Machine)
- Il museo nel sito del Ministero  Arhivirana inačica izvorne stranice od 16. svibnja 2006. (Wayback Machine) (tal.)